# Dryadaula terpsichorella
Dryadaula terpsichorella är en fjärilsart som beskrevs av August Busck 1910. Dryadaula terpsichorella ingår i släktet Dryadaula och familjen äkta malar. Inga underarter finns listade i Catalogue of Life.